# (6565) Reiji
(6565) Reiji – planetoida z pasa głównego asteroid okrążająca Słońce w ciągu 3 lat i 74 dni w średniej odległości 2,17 j.a. Została odkryta 23 marca 1992 roku przez Kin Endate i Kazurō Watanabe. Przed nadaniem nazwy planetoida nosiła oznaczenie tymczasowe (6565) 1992 FT.